# San Giovanni di Moriani
San Giovanni di Moriani (in francese San-Giovanni-di-Moriani, in corso San Ghjuvanni di Moriani) è un comune francese di 109 abitanti situato nel dipartimento dell'Alta Corsica nella regione della Corsica.

## Società

### Evoluzione demografica
Abitanti censiti